# Seznam filmů se svatební tematikou
Toto je seznam filmů s tématem svatby:
- Betsyina svatba – americká komedie z roku 1990
- Bláznivá svatba – kanadský romantický televizní film z roku 2004
- Co takhle svatba, princi? – česká filmová televizní pohádka z roku 1985
- Čertova nevěsta (film, 1975) – česká televizní pohádka z roku 1975
- Čertova nevěsta (film, 2011) – český pohádkový film z roku 2011
- Čtyři svatby a jeden pohřeb – britsko-americký film z roku 1994
- Draculovy nevěsty – britský filmový horor z roku 1960
- Hodinářova svatební cesta korálovým mořem – česká komedie z roku 1979
- Chuckyho nevěsta – americký animovaný komediální horor z roku 1998
- Jak ukrást nevěstu  – britsko-americká komedie z roku 2008
- Moje tlustá řecká svatba – americko-kanadský romantický film z roku 2002
- Mrtvá nevěsta Tima Burtona – britsko-americký animovaný film z roku 2005
- Nevěsta – český experimentální film z roku 1970
- Nevěsta k zulíbání – československý dramatický film z roku 1981
- Nevěsta na útěku – americký romantický film z roku 1999
- Nevěsta pro Paddyho – český pohádkový televizní film z roku 1999
- Nevěsta přes internet – americko-britský romantický film z roku 2001
- Nevěsty přicházejí – jugoslávský televizní film z roku 1978
- Noc nevěsty – český dramatický historický film z roku 1967
- Sňatek bez domova – francouzský romantický film z roku 1989
- Sňatky z rozumu – český televizní seriál z roku 1968
- Svatební horečka – americký romantický televizní film z roku 2008
- Svatební cesta (film, 1938) – československý film z roku 1938
- Svatební cesta aneb Ještě ne, Evžene! – československý televizní film z roku 1966
- Svatební cesta do Jiljí – česká komedie z roku 1983
- Svatba mého nejlepšího přítele – americký romantický film z roku 1997
- Svatba jako řemen – český komediální film z roku 1967
- Svatba na bitevním poli aneb Hodiny před slávou – český komediální film z roku 2007
- Svatby pana Voka – česká historická komedie z roku 1971
- Svatba podle Margot – americký film z roku 2007
- Svatby podle Mary – americko-německý romantický film z roku 2001
- Svatba upírů – český film z roku 1993
- Svatba ve třech – britsko-německý romantický film z roku 2005
- Syn nevěsty – argentinské filmové drama z roku 2001
- Šest pohřbů a jedna svatba – americká kriminální komedie z roku 1998
- To byla svatba, strýčku! – česká hudební komedie z roku 1976
- Princezna Nevěsta – americká filmová pohádka z roku 1987
- Prodaná nevěsta (film, 1922) – československý němý film z roku 1922
- Prodaná nevěsta (film, 1981) – československý hudební film z roku 1981
- Rachel se vdává – americký psychologický film z roku 2008
- Válka nevěst – americký film z roku 2009
- Vdavky Nanynky Kulichovy – československý film z roku 1935
- Vdavky slečny Lévyové – francouzský film z roku 1936
- Vdavky, sňatky, svazky – francouzský romantický film z roku 2004
- Zbožňuju svatby – americko-kanadský romantický film z roku 2005
- Zhŕňajova nevesta – slovenský film z roku 1978
- Zlatá svatba – československá komedie z roku 1972
- Zpověď americké nevěsty – americká televizní komedie z roku 2005
- Ženich na útěku - americká romantická komedie z roku 1999
- Ženitba (film, 1967) – česká televizní inscenace z roku 1967